# Santa Marta (Badajoz)
Santa Marta nebo Santa Marta de los Barros je španělská obec situovaná v provincii Badajoz (autonomní společenství Extremadura).

## Poloha
Obec je vzdálena 25 km od města Almendralejo, 45 km od města Badajoz a 49 km od Méridy. Patří do okresu Tierra de Barros a soudního okresu Almendralejo. Obcí prochází silnice EX-105 a národní silnice N-432.

## Historie
V roce 1834 se obec stává součástí soudního okresu Almendralejo. V roce 1842 čítala obec 396 usedlostí a 1390 obyvatel.

## Odkazy

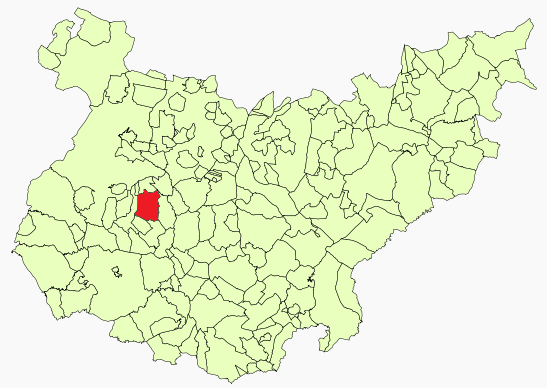
Poloha obce v provincii Badajoz

## Demografie
| Populace obce Santa Marta z let (1842–2010) | Populace obce Santa Marta z let (1842–2010) | Populace obce Santa Marta z let (1842–2010) | Populace obce Santa Marta z let (1842–2010) | Populace obce Santa Marta z let (1842–2010) | Populace obce Santa Marta z let (1842–2010) | Populace obce Santa Marta z let (1842–2010) | Populace obce Santa Marta z let (1842–2010) | Populace obce Santa Marta z let (1842–2010) | Populace obce Santa Marta z let (1842–2010) | Populace obce Santa Marta z let (1842–2010) | Populace obce Santa Marta z let (1842–2010) | Populace obce Santa Marta z let (1842–2010) | Populace obce Santa Marta z let (1842–2010) | Populace obce Santa Marta z let (1842–2010) | Populace obce Santa Marta z let (1842–2010) | Populace obce Santa Marta z let (1842–2010) | Populace obce Santa Marta z let (1842–2010) |
| ------------------------------------------- | ------------------------------------------- | ------------------------------------------- | ------------------------------------------- | ------------------------------------------- | ------------------------------------------- | ------------------------------------------- | ------------------------------------------- | ------------------------------------------- | ------------------------------------------- | ------------------------------------------- | ------------------------------------------- | ------------------------------------------- | ------------------------------------------- | ------------------------------------------- | ------------------------------------------- | ------------------------------------------- | ------------------------------------------- |
| 1842                                        | 1857                                        | 1860                                        | 1877                                        | 1887                                        | 1897                                        | 1900                                        | 1910                                        | 1920                                        | 1930                                        | 1940                                        | 1950                                        | 1960                                        | 1970                                        | 1981                                        | 1991                                        | 2001                                        | 2010                                        |
| 1 390                                       | 2 920                                       | 2 804                                       | 3 610                                       | 4 369                                       | 4 153                                       | 4 427                                       | 5 693                                       | 5 853                                       | 5 746                                       | 5 501                                       | 5 673                                       | 5 142                                       | 4 062                                       | 3 727                                       | 3 941                                       | 4 157                                       | 4 319                                       |